# История Исландии

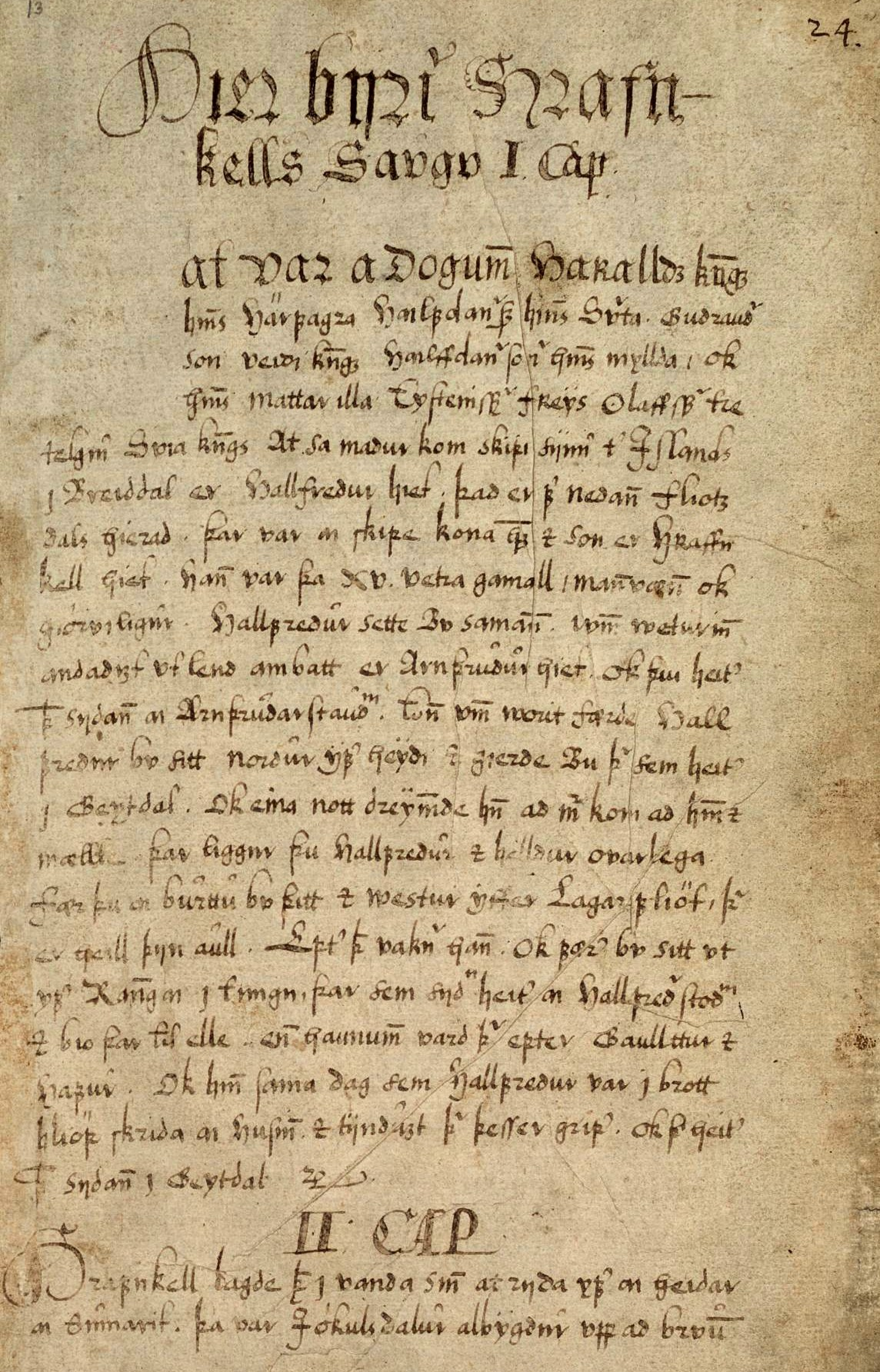
Первая страница рукописи Саги о Храфнкеле Годи Фрейра, Институт Арни Магнуссона

Известны факты находок на территории Исландии монет Римской империи, датируемых правлением императоров Марка Аврелия, Проба и Диоклетиана (II—III века н. э.). Неизвестно, принесли их с собой викинги или острова всё же были посещены задолго до IX века. Обращает на себя внимание факт неоднократного упоминания в римской литературе «Туле» или «Дальнего Туле», о котором рассказывал ещё греческий мореплаватель IV века до н. э. Пифей из Массалии и природно-географическое описание которого во многом напоминает Исландию.
Также есть мнение, что первыми остров посетили ирландские монахи, которые ещё в эпоху раннего средневековья начали искать пустынные места и удалённые острова, где они могли в уединении молиться Богу. В середине VII века они обнаружили Фарерские острова, где стали селиться и разводить овец. С Фарер мореплаватели продвинулись дальше и во второй половине VIII века, возможно, достигли Исландии или Туле, как её именовали в это время. Открытие острова могло произойти и раньше, поскольку Беда Достопочтенный (ум. 735) упоминает о Туле в своих сочинениях.

## Эпоха саг
В середине IX века норвежец по имени Наддод достиг острова, после того как сбился с пути из Норвегии на Фарерские острова. Викинги высадились на восточном побережье Исландии. Желая изучить окрестности, они поднялись на высокую гору и стали осматриваться в поисках признаков человеческой жизни, однако ничего заметить не смогли. Перед отплытием команды в горах выпал снег, поэтому Наддод назвал это место «Снежная земля».
Следующим викингом, который добрался до Исландии, стал швед Гардар Сваварссон (или Гардар Свавасон). Чтобы убедиться, что перед ним остров, он двинулся на своем корабле вдоль побережья. Путешествие заняло много времени, и зимние месяцы Гардару и его людям пришлось пережидать в одном из заливов на северном побережье. Там они построили несколько домов, и c тех пор это место зовётся Хусавик («Залив домов»).
Норвежский викинг Флоки Вильгердарсон был третьим скандинавом, посетившим Исландию. Он отправился на поиски Гардарсхольма с намерением обосноваться там, взяв семью, друзей и хозяйство. Флоки и его люди прошли вдоль южного берега, обогнули полуостров Рейкьянес, двигаясь дальше на север, пока не обнаружили фьорд на северо-западном побережье, где земля была плодородной, а растительность — обильной. Всё лето люди занимались заготовкой запасов на зиму, но совершенно забыли о сене, и во время долгой зимы весь скот погиб от бескормицы. Весной Флоки поднялся на гору и увидел, что фьорд ещё покрыт льдом. Исполненный горького разочарования, он назвал страну Исландией («Страной льдов»), и это название сохраняется до сих пор.
Заселение Исландии произошло в IX веке в результате объединения Норвегии под властью короля Харальда I. Многие семьи, вступившие в конфликт с Харальдом, были вынуждены бежать в поисках нового места для жизни. Добравшиеся до Исландии поначалу свободно занимали земли на побережье — море было источником не только пищи, но и дерева (плавника), поскольку лесов в Исландии практически не было. Первопоселенцем считается знатный норвежец Ингольф Арнарсон, поселившийся в районе современного Рейкьявика в 874 году.

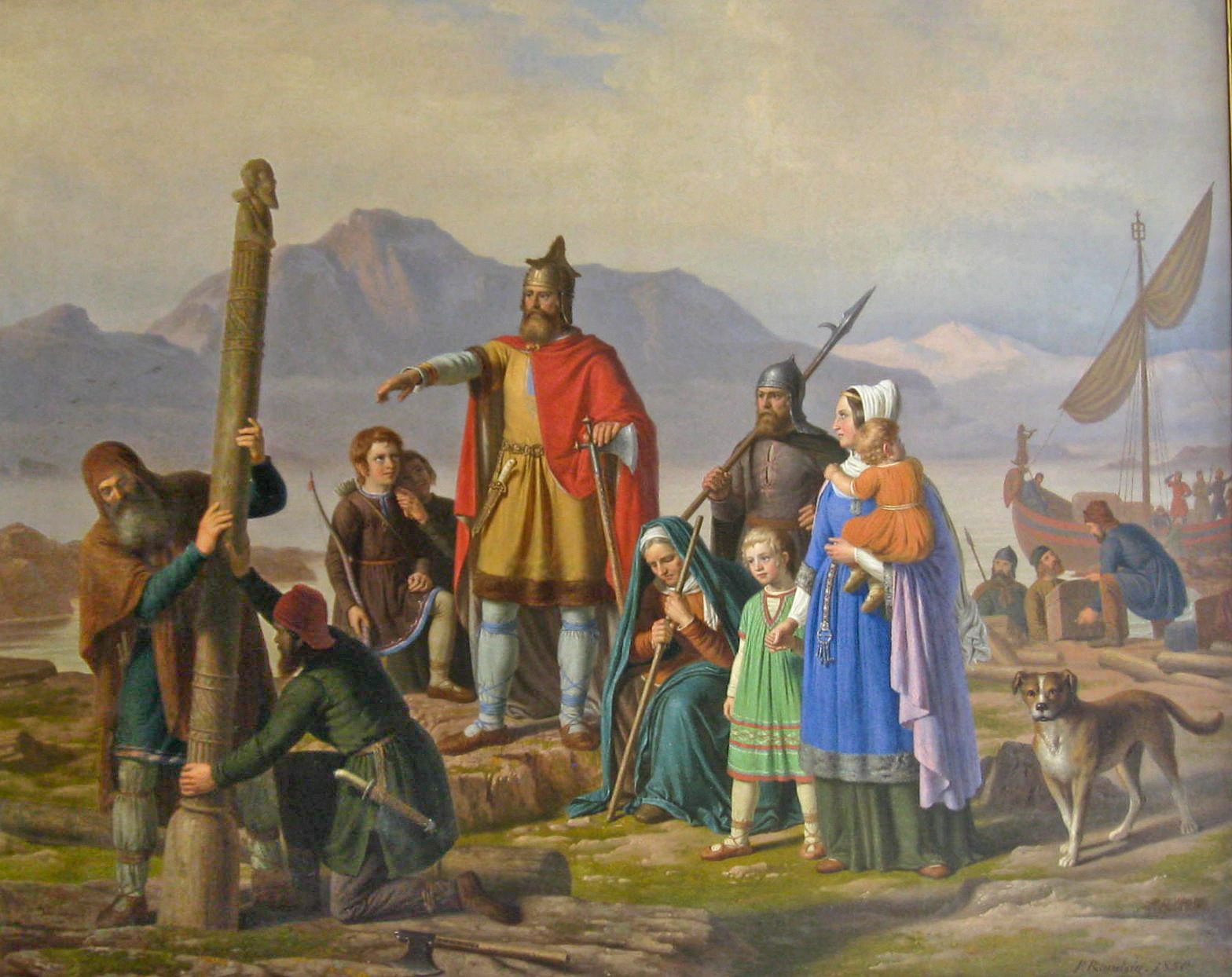
Прибытие Ингольфа в Исландию, картина П. Раадсига, 1850 год

По мере заселения в Исландии сформировалась государственная система. В каждой области был тинг (собрание, аналог древнерусского веча), на котором вершился суд и решались споры; для решения наиболее важных вопросов представители областей собирались в начале лета на альтинг под управлением особого лица — законоговорителя.
Впервые альтинг был созван в 930 году, и именно с этой даты отсчитывается эпоха народовластия. Считается, что исландская демократия — древнейшая из сохранившихся в мире. Впрочем, обычно в споре на тинге побеждал не тот, кто был прав с точки зрения законов (древнеисландское право, как и любое древнегерманское, было обычным и прецедентным, сродни современному англосаксонскому), а тот, кому удалось заручиться поддержкой большего числа богатых землевладельцев. Этому способствовал и тот факт, что законы были чрезвычайно запутанными, со множеством исключений и особых случаев, и знание законов было большим искусством.
В 1000 году альтинг принял христианство в качестве официальной религии Исландии.
История Исландии хорошо известна благодаря большому количеству саг, дошедших до нас. Обычная исландская сага — это описание жизни одного человека (или целой семьи) на протяжении многих лет, с подробным описанием важнейших событий. Население Исландии было небольшим, а потому и её история — это история меньших или больших частных дел и конфликтов.
Древние исландцы были искусными мореходами и викингами. Если верить «Саге о Гренландцах», сын Эрика Рыжего Лейф Счастливый в 1000 году достиг берегов Америки и попытался основать колонию в «Виноградной стране» — Винланде (полагают, что это был Лабрадор, Ньюфаундленд или даже Новая Англия). Генетики определили, что 80 исландцев, живущих на юге острова у ледника Ватнайёкюдль, имеют митохондриальную гаплогруппу C1e и предположили, что они являются потомками женщины, привезённой с территории современной Канады в Исландию около 1000 года. Однако, субклада C1e обнаружена только у жителей Исландии и не найдена в Америке, где распространены другие субклады (C1b, C1c, C1d).
У средневековых (X—XIII века) исландцев, живших к западу от озера Миватн, палеогенетиками определены Y-хромосомные гаплогруппы R2a2b1, I1a1b1a1, I1a1b1a4a2, R1a1a1b1a3a2b, R1b1a1b1a1a1, R1b1a1b1a1a2c1a1a1a1a1a, R1b1a1b1a1a2d1a1 и митохондриальные гаплогруппы J1c9, J1c3f, H3a1a, H3v+16093, H6a1a3a, три H10+(16093), H24a, K1b2a2, T2b3b, T2b4, I2a1, U5b1g. Биохимический анализ скелетов показал очень высокую распространённость наследственного остеоартроза, что указывает на то, что люди, похороненные на территории кладбища, были близкими родственниками. У женщины и мужчины из долины Hringsdalur на северо-западе Исландии, живших в X веке, определены митохондриальные гаплогруппы H+195, H3g1b и Y-хромосомную гаплогруппу R1a1a1b1a3a2b. У мужчины из дохристианского кладбища Ingiríðarstaðir (X век) в долине Þegjandadalur на севере Исландии определили Y-хромосомную гаплогруппу R1a1a1b1a3a1 и митохондриальную гаплогруппу U5b1b1a.
Y-хромосомная гаплогруппа I1 была также обнаружена в шести образцах из средневекового захоронения в Исландии. Субклады: I1a2a1a2-F2642, I1b-Z131, I1-M253, I1a1b3b-L813, I1a1b3-Z74, I1-M253.
Уровень грамотности среди исландцев был очень высок, скандинавская мифология сохранилась, в основном, благодаря текстам Старшей (поэтической) и Младшей (прозаической) Эдды, записанным в XIII веке в Исландии.

## Унии с Норвегией и Данией

Герб, дарованный королём Норвегии ярлу (графу) Исландии в 1262 году

В 1262 году Исландия была вынуждена подписать так называемый «Старый договор» с Норвегией, по которому она признавала верховную власть норвежских королей, а те, в свою очередь, обязывались направлять исландцам ежегодно по несколько кораблей с лесом, зерном и другими товарами. Исландцы присягали на верность лично каждому вступавшему на престол королю Норвегии и платили ему ежегодный налог. Однако если бы король, по мнению «лучших людей», нарушил условия договора, то исландцы вправе были считать себя свободными от своих обязательств.
В 1397 году Исландия вместе с Норвегией (владевшей ещё Гренландией и Фарерскими островами) по Кальмарской унии переходит под власть Дании. Экономическое положение Исландии тогда несколько ухудшилось, поскольку Дания не испытывала той потребности в рыбе и шерсти, экспортируемых из Исландии, что Норвегия; колония в соседней Гренландии к 1500 году прекратила своё существование.

Исландия на карте из «Космографии» Яна Блау, 1638 г.

23 февраля 1551 года в Исландии вспыхнуло восстание против датского господства. Толчком к восстанию послужила казнь последнего исландского католического епископа Йоуна Арасона и его сыновей. Восставшие исландцы перебили всех находившихся на острове датчан. Однако карательной экспедиции датского короля Кристиана III нетрудно было навести «порядок» в маленькой стране. В 1567 году у исландских крестьян было отнято оружие, и им пришлось надолго смириться с чужеземным господством. В рамках датской политики меркантилизма с 1602 по 1786 год Исландия не могла торговать ни с кем, кроме Дании.
4—19 июля 1627 года нападению берберских пиратов подверглась восточная часть острова Исландия и южные острова Вестманнаэйяр. Сотни исландцев были похищены для продажи в рабство.
Крупное извержение вулкана Лаки в 1783 году в сочетании с похолоданием климата в ту эпоху привело к бедствиям, известным как исл. Móðuharðindin. При этом от потоков лавы и отравления вулканическими газами погибло до 80 % скота; в результате бедствий и последовавшего голода население Исландии сократилось на 20—25 %.

## Индустриальная эпоха
В июне 1809 года прибывший в Исландию датский авантюрист Йёрген Йёргенсен арестовал там датского губернатора и провозгласил себя правителем острова. Он объявил о независимости Исландии и обещал ввести народное правление, но вскоре был арестован прибывшими в Исландию британскими военными моряками.
После расторжения датско-норвежской унии в 1814 году Исландию (вкупе с другими островными владениями Норвегии) «забывают» передать Швеции вместе с Норвегией, и она остаётся в составе Дании.
В 1830 году среди исландских студентов в Копенгагене зародились идеи исландского национализма. Лидером национального движения стал филолог Йоун Сигурдссон.
В 1845 году был воссоздан парламент как законосовещательный орган. Он получил древнеисландское название «альтинг».
В 1851 году созванное учредительное собрание было распущено властями за слишком радикальные требования, но уже в 1854 году была полностью отменена датская торговая монополия в Исландии. В 1855 году был введён закон о свободе печати.
Во второй половине XIX в. произошла массовая миграция четверти исландцев в Канаду (см. Новая Исландия).
В 1874 году, когда праздновалось тысячелетие заселения Исландии, датский король Кристиан IX впервые в истории посетил остров и объявил о дальнейших реформах. Он даровал Исландии собственную конституцию, согласно которой имевший ранее совещательные функции альтинг получал права местной законодательной власти. В его состав налогоплательщики страны избирали 30 депутатов. Король также назначал ещё 6 депутатов. Исполнительная же власть оставалась в руках назначаемого датским правительством губернатора, который подчинялся министерству юстиции Дании. Исландия также получала своего министра — члена кабинета, который, однако, был датчанином, постоянно жил в Копенгагене и был ответственным только перед датским парламентом, а не перед альтингом.
В последние десятилетия XIX века стали появляться первые признаки процесса модернизации в экономике и социальной структуре. Патриархальные формы ведения уступали место рыночным отношениям: возникли крупные скотоводческие фермы и рыболовные предприятия. С 1882 года распространение стала получать кооперация, сбытовая и промысловая. В 1885 году был учреждён Национальный банк Исландии (Landsbanki Íslands).

## XX век

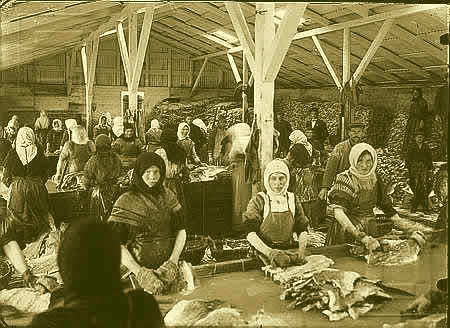
Рыбная фабрика в 1910—1920 годах.

В результате более чем ста лет мирной борьбы за независимость 1 декабря 1918 года Исландия была объявлена независимым королевством в личной унии с Данией. Исландия не участвовала в Первой мировой войне, но пострадала от пандемии гриппа. Осенью 1918 года около двух третей населения острова переболели испанкой, а 484 человека умерли.
Во время Второй мировой войны немецкая оккупация Дании с 9 апреля 1940 года разорвала связь между Данией и Исландией. Месяц спустя военные силы британского флота вошли в Рейкьявикскую гавань, нарушив исландский нейтралитет. Союзническая оккупация Исландии длилась всю войну. В 1941 году ответственность за оккупацию была принята армией США.
17 июня 1944 года Исландия обретает полную независимость и становится республикой, а также у неё появляется свой собственный флаг. С тех пор 17 июня (День Республики) является государственным праздником Исландии.
30 марта 1949 года Исландия вошла в состав НАТО, однако в ответ на это решение значительная часть граждан устроила беспорядки в Рейкьявике. 
Послевоенный период сопровождался существенным экономическим ростом, которому способствовал план Маршалла, индустриализация рыбацкой промышленности и кейнсианское правительственное управление экономикой.
В 1970-е годы состоялась так называемая «тресковая война» — дипломатический спор с Великобританией по поводу расширения Исландией своих рыболовецких просторов.
26 июня 1988 года прошли первые в истории страны президентские выборы, где боролись только женщины (президент-инкумбент Вигдис Финнбогадоуттир, 94,6 % голосов и домохозяйка Сигрун Торстейнсдоттир, 5,4 %).
В 1990—1991 гг. Исландия первой признала восстановление независимости бывших Прибалтийских республик СССР.
Крупным событием в экономике Исландии стало вступление страны в Европейскую экономическую зону в 1994 году.

## XXI век

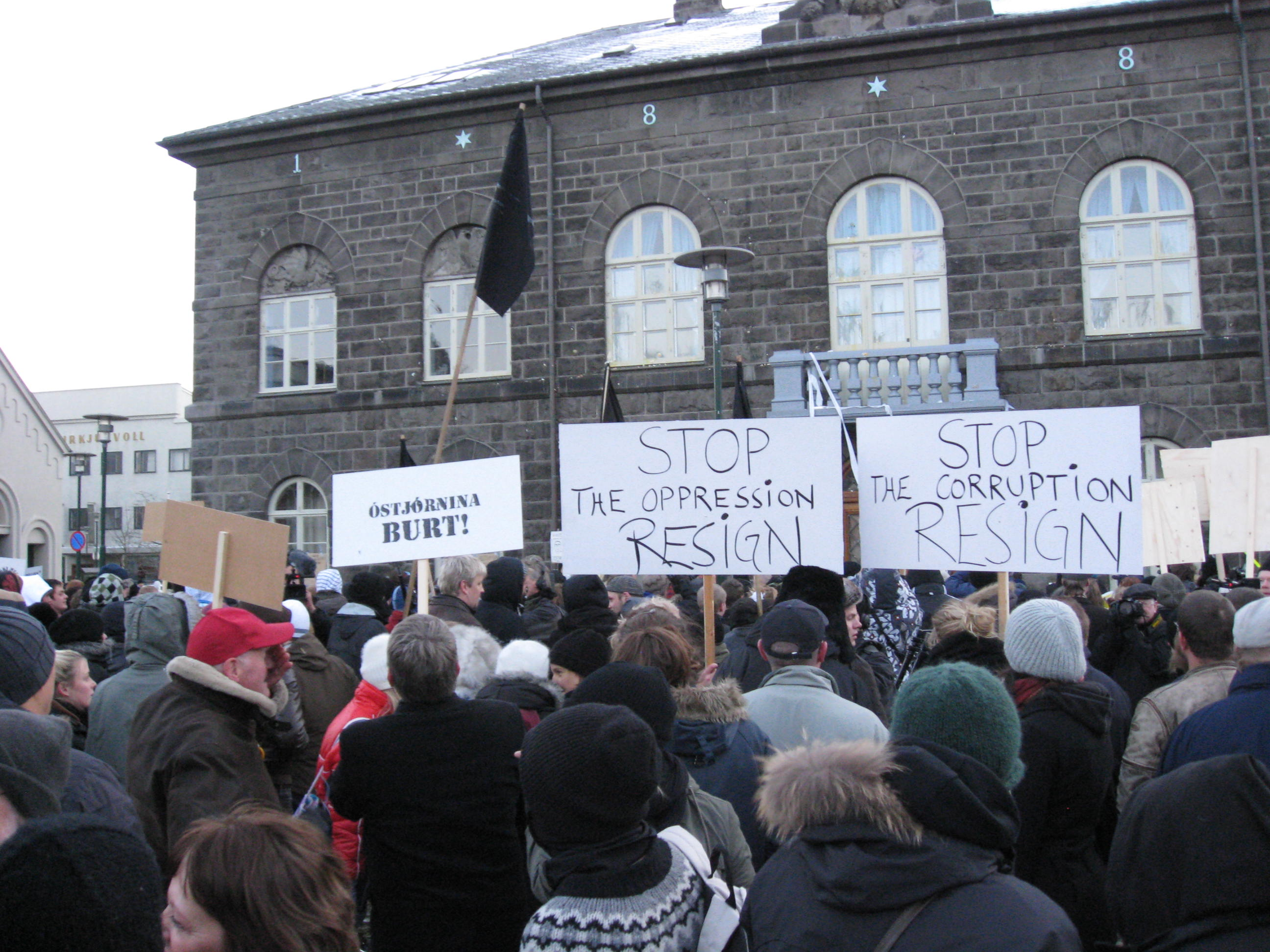
Демонстрация исландцев против усугубившейся экономической ситуации в стране, 2008 год.

В октябре 2008 года крах банковской системы Исландии едва не привёл к банкротству страны. Исландия ощутила на себе мировой финансовый кризис больше, чем любая другая страна Европы. Рост инфляции и безработицы в совокупности с падением ВВП и курса исландской кроны поставили Исландию в чрезвычайно сложную экономическую ситуацию.
В 2010 году были легализованы однополые браки.
27 ноября 2010 года в Исландии прошли выборы в Учредительное собрание. Избранные на выборах делегаты должны были обновить конституцию с учётом пожеланий населения.
К началу 2012 года стал заметен рост экономики, восстановление докризисного ВВП и уменьшение безработицы. Исландия официально отменила кризисную ситуацию в стране.